# Dacao
Dacao (kinesiska: 大槽乡, 大槽) är en socken i Kina. Den ligger i provinsen Sichuan, i den sydvästra delen av landet, omkring 380 kilometer sydväst om provinshuvudstaden Chengdu. Antalet invånare är 3 338. Befolkningen består av 1 620 kvinnor och 1 718 män. Barn under 15 år utgör 37 %, vuxna 15-64 år 58 %, och äldre över 65 år 3,0 %.
Genomsnittlig årsnederbörd är 1 233 millimeter. Den regnigaste månaden är juli, med i genomsnitt 279 mm nederbörd, och den torraste är januari, med 6 mm nederbörd.